# Нечай, Степан Афанасьевич
Степан Афанасьевич Нечай (1919—1943) — старший сержант Рабоче-крестьянской Красной Армии, участник Великой Отечественной войны, Герой Советского Союза (1944).

## Биография
Родился 20 июля 1919 года в селе Севериновка (ныне — Любарский район Житомирской области Украины). После окончания семи классов школы работал трактористом в колхозе. 
В мае 1941 года Нечай был призван на службу в Рабоче-крестьянскую Красную Армию. С этого же года — на фронтах Великой Отечественной войны. В боях был ранен.
К концу сентября 1943 года старший сержант Степан Нечай командовал сапёрным отделением 104-го инженерно-сапёрного батальона 5-й инженерно-сапёрной бригады 2-го Украинского фронта. Отличился во время битвы за Днепр. Во главе своего отделения переправлял через Днепр к северу от Верхнеднепровска советские части. Только за первый час совершил 7 рейсов, переправив на плацдарм более 100 бойцов и командиров. Во главе диверсионной группы Степан Нечай был направлен во вражеский тыл и подорвал 120 метров железнодорожного полотна на магистрали Пятихатки — Днепропетровск, а также сумел добыть важные разведданные. 
18 октября 1943 года погиб при бомбардировке переправы немецкой авиацией. Похоронен в селе Шульговка Петриковского района Днепропетровской области Украины.
Указом Президиума Верховного Совета СССР «О присвоении звания Героя Советского Союза генералам, офицерскому, сержантскому и рядовому составу Красной Армии» от 22 февраля 1944 года за «образцовое выполнение боевых заданий командования при форсировании реки Днепр, развитие боевых успехов на правом берегу реки и проявленные при этом отвагу и геройство» был удостоен псомертно высокого звания Героя Советского Союза. Также был награждён орденами Ленина и Отечественной войны 1-й степени, медалью.
Память
В его честь названа школа на его родине.